# 小林禮子
小林禮子（木谷禮子，1939年12月23日－1996年4月16日）是一位隸屬於日本棋院的圍棋棋手，出生於神奈川縣平塚市。她的父親是木谷實九段，丈夫是曾獲榮譽三冠王的小林光一九段。

## 生平
1939年，小林禮子出生，是木谷實的第三個女兒。她從平塚市花水小學、平塚市浜岳中學畢業後，進入神奈川縣立平塚港南高中。他在父親木谷實的道場與眾多弟子中磨練技藝，於1956年成為職業棋士。1961年晉升三段。1963年，四段的她在女流選手權戰中擊敗伊藤友惠五段，奪得了第一個冠軍，從此成為女子圍棋界的領軍人物。 
1964年以圍棋代表團成員身分前往美國。1968年晉升六段。 1971年，她參加了由棋迷投票選出的職業十傑賽，並擊敗了岩田達明九段和名譽本因坊高川秀格，獲得第八名，成為唯一一位女性。 1974年與木谷實弟子小林光一結婚。
1996年4月12日，小林禮子因癌症住院，並於4月16日去世。

## 頭銜紀錄
- 女流選手權戰 6期（1963年,1966-1968年,1970-1971年）
- 女流名人戰 2期（1973年,1975年）
- 女流鶴聖戰 2期（1981年,1982年）

## 脚注
1. ↑  江刺昭子・史の会編. . 神奈川新聞社. 2005: 120-121. ISBN 978-4-87645-358-0.

## 外部連結
- 日本棋院プロフィール （页面存档备份，存于）